# Arturo Chaires
Arturo Chaires Rizo (Guadalajara, 14 marzo 1937 – Guadalajara, 18 giugno 2020) è stato un calciatore messicano, di ruolo difensore.

## Palmarès

### Club

#### Competizioni nazionali
- Campionato messicano: 5

Guadalajara: 1960-1961, 1961-1962, 1963-1964, 1964-1965, 1969-1970
- Coppa del Messico: 2

Guadalajara: 1962-1963, 1969-1970

#### Competizioni internazionali
- CONCACAF Champions' Cup: 1

Guadalajara: 1962